# دردة (كرج)
دردة هي قرية في مقاطعة كرج، إيران. يقدر عدد سكانها بـ 184 نسمة بحسب إحصاء 2016.